# The Tripper
Pour plus de détails, voir Fiche technique et Distribution.
The Tripper est un film de type slasher sorti en 2006. C'est le premier film réalisé par l'acteur américain David Arquette.

## Synopsis
Un groupe d'amis partent pour un concert de type Woodstock pour le week-end. Mais arrivés sur les lieux, ils sont confrontés à un tueur psychopathe portant un masque à l'effigie de l'ancien président américain Ronald Reagan, bien décidé à finir ce qu'il a commencé des années plus tôt.

## Fiche technique
- Titre : The Tripper
- Réalisation : David Arquette
- Scénario : David Arquette, Joe Harris (en)
- Producteurs : David Arquette, Courteney Cox, Evan Astrowsky, Neil A. Machlis
- Productions : Coquette Productions, NaVinci Films, Raw Entertainment
- Compositeurs : Jimmy Haun, David Wittman
- Photographie : Bobby Bukowski
- Montage : Glenn Garland
- Décors : Linda Burton
- Pays d'origine : États-Unis
- Année de production : 2006
- Genre : Horreur, Slasher
- Durée : 97 minutes
- Film interdit aux moins de 16 ans lors de sa sortie en France

## Distribution
Légende : VQ = Version Québécoise
- David Arquette (VQ : Éric Bruneau) : Muff
- Richmond Arquette (VQ : Stéphane Rivard) : Député Cooper
- Paz de la Huerta (VQ : Geneviève Désilets) : Jade / Summer
- Balthazar Getty (VQ : François Trudel) : Jimmy
- Redmond Gleeson (VQ : Louis-Georges Girard) : Dylan / Père
- Lukas Haas (VQ : Jean-François Beaupré) : Ivan
- Stephen Heath (VQ : François-Xavier Dufour) : Jack
- Thomas Jane (VQ : Gilbert Lachance) : Buzz
- Jaime King (VQ : Camille Cyr-Desmarais) : Samantha
- Jason Mewes (VQ : Alexis Lefebvre) : Joey
- Rick Overton (VQ : Frédéric Desager) : Maire Hal Burton
- Paul Reubens (VQ : François L'Écuyer) : Frank Baker
- Marsha Thomason (VQ : Nadia Paradis) : Linda
- Courteney Cox : Cynthia

## Autour du film
Le film a été tourné en 21 jours